# COVID-19 в Бельгии
Первый случай заболевания COVID-19 в Бельгии был впервые подтверждён 4 февраля 2020 года, когда гражданин Бельгии в составе группы из девяти бельгийцев, репатриированных из Уханя в Брюссель, дал положительный результат на вирус. Передача в пределах Бельгии была подтверждена в начале марта в конце школьных каникул на карнавале, когда многие туристы вернулись из Северной Италии на работу или в школу, что привело к эпидемии с быстрым увеличением числа случаев заболевания в марте-апреле 2020 года. К концу марта случаи были зарегистрированы во всех 10 провинциях страны.
По состоянию на 18 апреля 2020 года бельгийские власти сообщили о 38 496 подтвержденных случаях заболевания, в общей сложности 5683 умерших и 8757 выписанных пациентов. В настоящее время 5161 человек в бельгийских больницах страдают от COVID-19, в том числе 1140 в реанимации. Однако фактическое число инфицированных, вероятно, будет намного выше, чем число диагностированных случаев, поскольку лабораторные тесты ограничиваются конкретными людьми и/или людьми с тяжелыми симптомами, а также потому, что многие люди с лёгкими или отсутствующими симптомами не обращаются за медицинской помощью, даже если они могут передавать вирус.

## Общие сведения
12 января 2020 года Всемирная организация здравоохранения (ВОЗ) подтвердила, что новый коронавирус стал причиной респираторного заболевания в группе людей в городе Ухань (провинция Хубэй, Китай), о котором ВОЗ узнала 31 декабря 2019 года.
Летальность от COVID-19 намного ниже, чем у SARS, пандемия которого произошла в 2003 году, однако заразность нового заболевания намного выше, что приводит к повышенной смертности.

## Хронология

### Февраль 2020 — первый случай
2 февраля граждане Бельгии, проживающие в провинции Хубэй, были репатриированы на эвакуационном рейсе на авиабазу Мельсбрук недалеко от Брюсселя, а затем переведены в военный госпиталь, где они прошли 14-дневный карантин и были проверены на заражение вирусом.
4 февраля было объявлено, что один из репатриантов дал положительный результат на новый коронавирус, это первый случай в Бельгии. Пациент, бессимптомный 54-летний мужчина, был затем переведен в больницу Святого Петра в Брюссель, один из двух специализированных центров в стране.
21 февраля группе из десяти бельгийских граждан было разрешено вернуться в Бельгию после нескольких дней пребывания на круизном судне Westerdam.
24 февраля, после распространения COVID-19 в северной Италии, сто бельгийских граждан были помещены на карантин в H10 Costa Adeje Palace в Тенерифе. Пятнадцати из них было разрешено выехать обратно в Бельгию 28 февраля, а остальным — 5 марта, без проверки на коронавирус по прибытии.

### Март 2020 — Распространение
1 марта был подтвержден второй случай коронавируса в Бельгии. Пациентом оказалась женщина, которая вернулась из Крепи-ан-Валуа (один из районов, затронутых вирусом во Франции).
2 марта было диагностировано еще шесть случаев, всего восемь. Пять были обнаружены во Фландрии и один в Брюсселе, все шесть вернулись из Северной Италии.
По состоянию на 3 марта было подтверждено шесть новых случаев, что составило в общей сложности 14 случаев. Среди новых случаев 17-летний парень из Тинена и человек из Синт-Никласа, вернувшиеся с лыжных каникул в северной Италии, человек из Вервье, два случая из Кутина и 65-летний мужчина из Эйпена, у которого были относительно серьезные симптомы, и он не был ни в одном из регионов с более высоким риском заражения. Стивен Ван Гухт из Научного комитета предсказал, что в худшем случае эпидемия вызовет 13 000 случаев вирусных инфекций, от 2000 до 3000 госпитализаций и от 500 до 700 пациентов в отделениях интенсивной терапии. В более позднем интервью он называл разные цифры, например, что 70% населения (примерно 8 миллионов человек) могут заразиться.
По состоянию на 4 марта было подтверждено десять новых случаев, что в общей сложности составило 23. Девять новых пациентов недавно вернулись из Италии. Другой пациент имел контакт с предыдущим случаем. Четыре случая были в районе Лёвена, один случай в Хасселте, и один в Пелте. В Вевелгеме семье и учителю начальной школы был поставлен диагноз «COVID-19» после их возвращения с севера Италии. Фламандское Агентство по уходу и здоровью посоветовало школе не закрываться. Дом престарелых в Гойке в качестве меры предосторожности прекратил принимать посетителей после того, как один сотрудник контактировал с заражённым коронавирусом. Фламандское агентство по уходу и здоровью считает это неуместным.
4 марта Европейское оборонное агентство (EDA) подтвердило, что у сотрудника был положительный результат на коронавирус, что стало первым подтверждённым случаем в агентствах Европейского союза. Он вернулся из Италии на прошлой неделе и посетил встречу с примерно тридцатью другими должностными лицами Европейского Союза, прежде чем он начал чувствовать себя плохо. Военный сотрудник Европейской службы внешних связей, который присутствовал на встрече, также начал испытывать симптомы. EDA отменило все собрания до 13 марта, другие учреждения также принимают меры предосторожности.
5 марта правительство сообщило о 27 новых подтвержденных случаях заболевания (16 во Фландрии, 9 в Валлонии и 2 в Брюсселе), в результате чего общее число достигло 50. Из 50 человек 1 пациент выздоровел, 48 находятся на карантине в своем доме, а 1 человек проходит лечение. Новый случаи появились в Кнокке-Хейст, Зонховене, Доомкерке (Рёйселеде) and Влирзеле (часть Синт-Ливенс-Хаутема).
6 марта правительство сообщило о 59 новых случаях, в результате чего их общее число достигло 109 (65 во Фландрии, 12 в Брюсселе, 31 в Валлонии и 1 излеченный). Новые случаи были зарегистрированы в Остерзеле и Синт-Кателейне-Вавер. Министерство здравоохранения Бельгии впервые подтвердило, что инфицирования произошли на территории Бельгии.
7 марта правительство подтвердило 60 новых случаев заболевания (40 во Фландрии, 5 в Брюсселе и 15 в Валлонии), в результате чего общее число таких случаев составило 169 (105 во Фландрии, 17 в Брюсселе, 46 в Валлонии и 1 излеченный). О новых случаях заболевания сообщалось, в частности, в Хаутхален-Хелхтерене, Мелле, Локерене, Мере, Леде, Тилдонк и Поппеле. Министерство здравоохранения Бельгии упомянуло, что «все больше и больше заражений происходит на местном уровне», но не предоставило информацию о том, сколько.
Из 422 образцов, проанализированных 7 марта, 31 дали положительный результат 8 марта (16 во Фландрии, 8 в Брюсселе и 7 в Валлонии), в результате чего число инфицирований достигло 200. Министерство здравоохранения Бельгии подтвердило местную циркуляцию вируса в разных частях страны.
10 марта общее количество подтвержденных случаев составило 267.
11 марта была зарегистрирована первая смерть на территории Бельгии в результате COVID-19. 90-летняя пациентка из Брюсселя, которая проходила лечение в Эттербеке. Еще два пациента умерли в тот же день, один человек в возрасте 73 лет и один человек в возрасте 86 лет, который умер в Синт-Генезиус-Роде.
12 марта были обнаружены 2 новых инфицирования и 32 подозреваемых случая заболевания в доме престарелых Тер Камерен в Ватермаль-Буафоре, одном из крупнейших домов престарелых в брюссельском регионе. Общее количество подтвержденных случаев возросло до 399. Приблизительно 20 пациентов из этих 399 проходили лечение в интенсивной терапии. Президент Европейской комиссии Урсула фон дер Лайен сообщила всему персоналу, что семеро их коллег дали положительный результат, шесть из которых в Бельгии. Она также предписала «всем коллегам по некритическим функциям» работать из дома до 5 апреля, а тем, кто «обеспечивает критические функции», необходимо работать в две смены, чтобы минимизировать риск заражения.
К 14 марта было подтверждено 689 случаев с 4 смертями.
21 марта было отмечено, что более половины пациентов в больнице Ост-Лимбург в Генке были турецкого происхождения. Госсекретарь Зухал Демир призвала турецкую общину в Лимбурге соблюдать карантинные меры.
26 марта Sciensano опубликовал карту, которая показала, что самые высокие зарегистрированные концентрации инфекций были обнаружены в Алкене и Синт-Трёйдене в Лимбурге и Кеви и Онели в Эно. Предполагается, что горячая точка в Алкене была вызвана двумя партиями, которым было разрешено продолжить свою деятельность в выходные дни 7 марта. Мэр Синт-Трёйдена, которая сама заразилась новым коронавирусом, упомянула, что она не понимает причину высокой заболеваемости в ее городе. Считается, что высокий уровень случаев заболевания в богатом муниципалитете Бонхейден связан с большим количеством семей, которые вернулись с горнолыжных курортов на севере Италии в начале марта. Хотя высокий уровень заболеваемости в Онели может быть связан со вспышкой в центре для людей с ограниченными возможностями, мэр Кеви не имел ни малейшего представления, что стало причиной большого числа людей в ее муниципалитете, и пожаловалась на отсутствие средств связи и защитного снаряжения.
На ежедневной пресс-конференции 27 марта Стивен Ван Гухт объявил, что одна кошка заразилась от её владельца. Это редкое явление, и только в третий раз во всем мире наблюдалась инфекция домашнего животного. У кошки появились проблемы с дыханием и пищеварением.
28 марта по сравнению с предыдущими днями появилось очень большое число случаев, потому что большее количество людей проходило тестирование и крупная лаборатория Валлонии до сих пор не сообщала о каких-либо случаях и сообщила о 500 дополнительных случаях из прошлых дней с задержкой.
По состоянию на 29 марта около 20 000 бельгийских граждан застряли за границей из-за ограничений на поездки по всему миру, особенно много в Перу, Южной Африке, Австралии и Новой Зеландии.
30 марта было объявлено, что из-за высокой нагрузки на некоторые больницы в провинциях Лимбург и Эно активизирован план распределения пациентов ОИТ.
Ян Эйкманс из Министерства здравоохранения Бельгии утверждал, что в больницах число отделений интенсивной терапии увеличилось с 1900 до 2650 за две недели, что соответствует увеличению с 16,5 до 23,0 отделений интенсивной терапии на 100 000 жителей. Тем не менее, на ежедневной пресс-конференции в Бельгийском национальном кризисном центре 28 марта д-р Эммануэль Андре из UZ Leuven упомянул, что число 789 отделений интенсивной терапии соответствует 43% емкости, в результате чего общая емкость достигла 1835 вместо 2650, тогда как д-р Стивен Ван Гухт назвал число 2081. Газета De Standaard упомянула число 1765 в номере за 31 марта и 2393 в номере за 3 апреля.

### Апрель 2020 года
31 марта (данные представлены на 1 апреля) наблюдалось снижение ежедневного увеличения количества пациентов, проходящих лечение в больницах. Это можно объяснить ростом выписанных пациентов: 436 человек покинули больницу за последние 24 часа.
2 апреля монарх позвонил председателю КНР Си Цзиньпину в рамках стремления обезопасить медицинское оборудование, основным поставщиком которого является Китай, и сказал: «Я всегда буду дорожить нашей дружбой».
7 апреля была создана «Группа экспертов по стратегии выхода» (GEES) во главе с Эрикой Влигхе, в состав которой вошли десять ученых, экономистов и топ-менеджеров, чтобы консультировать Совет национальной безопасности по вопросам перезапуска страны.

## Статистика

### Термины

#### Подтвержденные инфекции
Количество подтвержденных инфекций — это количество образцов, положительных по данным контрольной лаборатории. Подсчитано, что фактическое количество случаев намного выше, чем количество подтвержденных случаев, тесты ограничиваются конкретными людьми и/или людьми с тяжелыми симптомами. По словам профессора Марка Ван Ранста, диагностированные случаи являются недооценкой действительного числа в 5-10 раз.
В период с 1 марта по 6 марта число выявленных случаев росло в среднем по экспоненте с удвоением количества случаев каждый день. В период с 7 марта по 27 марта число подтвержденных случаев удваивалось в среднем каждые 3,7 дня (ежедневное увеличение на 20,9 %).

#### Восстановление
Официальные отчеты Национального института общественного здравоохранения Бельгии относятся не к «выздоровевшим» людям, а только к «выписанным» пациентам.
Пациенты выписываются после устранения симптомов, даже если они не проходят повторный анализ перед выпиской из больницы. Число выздоровевших людей, у которых был положительный результат теста, но которые не были госпитализированы, остается неизвестным, поскольку по этим случаям наблюдения не ведутся. Таким образом, общее количество выздоровлений недооценивается, особенно в контексте, где есть много необнаруженных положительных случаев. Аналогичная ситуация во Франции.
Первый раскрытый случай был 15 февраля 2020 года. По состоянию на 5 апреля Sciensano сообщил о 3986 выписанных пациентах с 15 марта.

#### Смерти
В период с 17 марта по 21 марта число смертей от COVID-19 удваивалось в среднем каждые 1,4 дней (увеличение на 64 % в день). По состоянию на 3 апреля 92% смертельных случаев в Бельгии составляли 65 лет и старше, 0,6 % были моложе 45 лет и 58 % были мужчинами. Самой молодой жертвой в Бельгии стала 12-летняя девочка, в то время как самому старшему умершему человеку было 104 года.
25 марта 2020 года Бельгия заняла 6-е место в списке стран ЕС с наибольшим количеством жертв, а 1 апреля Бельгия вышла на третье место по количеству погибших после Италии и Испании. По состоянию на 3 апреля уровень летальности заболевания COVID-19 в Бельгии аналогичен соседним странам — Нидерландам и Франции, но намного выше, чем в Германии. Однако не все страны считают смертность одинаковым образом. Бельгия считает, что случаи смерти происходят как в больницах, так и в других местах, например, в домах престарелых. Смертность с клиническими симптомами коронавирусной болезни считается «подозрительной» и включена в статистику смертей от COVID-19, даже если они не были проверены.
|  |  |

### По дням
| Дата | Фландрия | Брюссель | Валлония | Неизвестно | Случаи | Случаи | Смерти   | Смерти   | Активные   | Активные   | Госп. пст  | Госп. пст  | Госп. впс   | Госп. впс   | Тестированы | Тестированы | Примечание |
| Дата | Фландрия | Брюссель | Валлония | Неизвестно | Новые  | Всего  | Новые    | Всего    | ОРИТ       | Всего      | Новые      | Всего      | Новые       | Всего       | % пол.      | Всего       | Примечание |
| --- | -------- | -------- | -------- | ---------- | ------ | ------ | -------- | -------- | ---------- | ---------- | ---------- | ---------- | ----------- | ----------- | ----------- | ----------- | ---------- |
| Неизвестно | 24       | 13       | 24       | 1          | 62     | 62     |          |          |            |            |            |            |             |             |             |             |            |
| 2020/03/01 | 8        | 6        | 2        |            | 16     | 78     |          |          |            |            |            |            |             |             | 28.57       | 56          |            |
| 2020/03/02 | 12       | 4        | 1        |            | 17     | 95     |          |          |            |            |            |            |             |             | 6.03        | 338         |            |
| 2020/03/03 | 21       | 2        | 13       |            | 36     | 131    |          |          |            |            |            |            |             |             | 7.56        | 814         |            |
| 2020/03/04 | 32       | 5        | 13       | 6          | 56     | 187    |          |          |            |            |            |            |             |             | 8.83        | 1,448       |            |
| 2020/03/05 | 59       | 2        | 20       |            | 81     | 268    |          |          |            |            |            |            |             |             | 11.49       | 2,153       |            |
| 2020/03/06 | 74       | 9        | 23       | 1          | 107    | 375    |          |          |            |            |            |            |             |             | 10.60       | 3,162       |            |
| 2020/03/07 | 16       | 5        | 6        |            | 27     | 402    |          |          |            |            |            |            |             |             | 6.62        | 3,570       |            |
| 2020/03/08 | 37       | 7        | 19       | 1          | 64     | 466    |          |          |            |            |            |            |             |             | 15.46       | 3,984       |            |
| 2020/03/09 | 37       | 12       | 42       | 3          | 94     | 560    |          |          |            |            |            |            |             |             | 17.09       | 4,534       |            |
| 2020/03/10 | 57       | 13       | 22       | 7          | 99     | 659    | 1        | 1        |            |            |            |            |             |             | 13.45       | 5,270       |            |
| 2020/03/11 | 106      | 17       | 46       | 1          | 170    | 829    | 3        | 4        |            |            |            |            |             |             | 16.83       | 6,280       |            |
| 2020/03/12 | 136      | 37       | 69       | 5          | 247    | 1,076  | 1        | 5        |            |            |            |            |             |             | 17.56       | 7,687       |            |
| 2020/03/13 | 167      | 39       | 113      | 19         | 338    | 1,414  | 3        | 8        |            |            |            |            |             |             | 14.15       | 10,075      |            |
| 2020/03/14 | 74       | 30       | 66       | 7          | 177    | 1,591  | 5        | 13       |            |            |            |            |             |             | 8.90        | 12,063      |            |
| 2020/03/15 | 125      | 27       | 53       | 10         | 215    | 1,806  | 5        | 18       | 54         | 265        | 71         | 71         | 18          | 18          | 18.96       | 13,197      |            |
| 2020/03/16 | 204      | 61       | 115      | 8          | 388    | 2,194  | 11       | 29       | 79         | 368        | 90         | 161        | 14          | 32          | 23.43       | 14,853      |            |
| 2020/03/17 | 257      | 24       | 127      | 10         | 418    | 2,612  | 10       | 39       | 100        | 496        | 123        | 284        | 31          | 63          | 21.46       | 16,801      |            |
| 2020/03/18 | 288      | 58       | 185      | 5          | 536    | 3,148  | 19       | 58       | 131        | 649        | 183        | 467        | 48          | 111         | 22.46       | 19,187      |            |
| 2020/03/19 | 383      | 55       | 246      | 32         | 716    | 3,864  | 25       | 83       | 165        | 842        | 212        | 679        | 49          | 160         | 24.63       | 22,094      |            |
| 2020/03/20 | 393      | 70       | 189      | 11         | 663    | 4,527  | 27       | 110      | 228        | 1,097      | 295        | 974        | 55          | 215         | 25.41       | 24,703      |            |
| 2020/03/21 | 248      | 44       | 164      | 14         | 470    | 4,997  | 36       | 146      | 290        | 1,381      | 332        | 1,306      | 74          | 289         | 23.92       | 26,668      |            |
| 2020/03/22 | 235      | 64       | 175      | 13         | 487    | 5,484  | 46       | 192      | 322        | 1,644      | 290        | 1,596      | 61          | 350         | 41.73       | 27,835      |            |
| 2020/03/23 | 808      | 116      | 394      | 12         | 1,330  | 6,814  | 75       | 267      | 385        | 1,881      | 278        | 1,874      | 82          | 432         | 49.94       | 30,498      |            |
| 2020/03/24 | 687      | 122      | 378      | 8          | 1,195  | 8,009  | 69       | 336      | 474        | 2,138      | 434        | 2,308      | 115         | 547         | 36.25       | 33,795      |            |
| 2020/03/25 | 716      | 141      | 328      | 13         | 1,198  | 9,207  | 92       | 428      | 612        | 2,718      | 540        | 2,848      | 128         | 675         | 32.93       | 37,433      |            |
| 2020/03/26 | 821      | 149      | 376      | 17         | 1,363  | 10,570 | 92       | 520      | 690        | 3,072      | 490        | 3,338      | 183         | 858         | 38.31       | 40,991      |            |
| 2020/03/27 | 937      | 186      | 371      | 25         | 1,519  | 12,089 | 117      | 637      | 789        | 3,644      | 575        | 3,913      | 205         | 1,063       | 35.59       | 45,259      |            |
| 2020/03/28 | 479      | 147      | 206      | 13         | 845    | 12,934 | 129      | 766      | 867        | 4,081      | 629        | 4,542      | 296         | 1,359       | 25.50       | 48,573      |            |
| 2020/03/29 | 364      | 93       | 213      | 13         | 683    | 13,617 | 134      | 900      | 942        | 4,472      | 545        | 5,087      | 169         | 1,528       | 33.40       | 50,618      |            |
| 2020/03/30 | 1,032    | 138      | 539      | 27         | 1,736  | 15,353 | 159      | 1,059    | 1,021      | 4,888      | 478        | 5,565      | 168         | 1,696       | 51.57       | 53,984      |            |
| 2020/03/31 | 878      | 178      | 607      | 18         | 1,681  | 17,034 | 173      | 1,232    | 1,088      | 4,979      | 553        | 6,118      | 436         | 2,132       | 30.61       | 59,476      |            |
| 2020/04/01 | 840      | 146      | 494      | 23         | 1,503  | 18,537 | 238      | 1,470    | 1,144      | 5,210      | 584        | 6,702      | 363         | 2,495       | 31.12       | 64,305      |            |
| 2020/04/02 | 799      | 155      | 477      | 13         | 1,444  | 19,981 | 194      | 1,664    | 1,205      | 5,362      | 568        | 7,270      | 377         | 2,872       | 30.29       | 69,072      |            |
| 2020/04/03 | 957      | 167      | 546      | 23         | 1,693  | 21,674 | 224      | 1,888    | 1,245      | 5,497      | 504        | 7,774      | 375         | 3,247       | 32.45       | 74,289      |            |
| 2020/04/04 | 545      | 102      | 255      | 16         | 918    | 22,592 | 271      | 2,159    | 1,261      | 5,514      | 499        | 8,273      | 504         | 3,751       | 21.32       | 78,595      |            |
| 2020/04/05 | 323      | 82       | 232      | 10         | 647    | 23,239 | 226      | 2,385    | 1,267      | 5,606      | 358        | 8,631      | 235         | 3,986       | 25.35       | 81,147      |            |
| 2020/04/06 | 1,138    | 166      | 577      | 14         | 1,895  | 25,134 | 268      | 2,653    | 1,260      | 5,744      | 314        | 8,945      | 171         | 4,157       | 43.36       | 85,517      |            |
| 2020/04/07 | 830      | 135      | 481      | 13         | 1,459  | 26,593 | 300      | 2,953    | 1,276      | 5,699      | 490        | 9,435      | 524         | 4,681       | 25.44       | 91,253      |            |
| 2020/04/08 | 911      | 168      | 426      | 16         | 1,521  | 28,114 | 322      | 3,275    | 1,285      | 5,597      | 459        | 9,894      | 483         | 5,164       | 25.32       | 97,260      |            |
| 2020/04/09 | 1,376    | 151      | 610      | 16         | 2,153  | 30,267 | 276      | 3,551    | 1,278      | 5,618      | 462        | 10,356     | 404         | 5,568       | 35.76       | 103,281     |            |
| 2020/04/10 | 1,560    | 136      | 525      | 39         | 2,260  | 32,527 | 323      | 3,874    | 1,262      | 5,645      | 421        | 10,777     | 418         | 5,986       | 35.47       | 109,652     |            |
| 2020/04/11 | 666      | 66       | 245      | 12         | 989    | 33,516 | 283      | 4,157    | 1,232      | 5,419      | 393        | 11,170     | 482         | 6,468       | 16.11       | 115,792     |            |
| 2020/04/12 | 291      | 60       | 145      | 16         | 512    | 34,028 | 337      | 4,494    | 1,234      | 5,423      | 270        | 11,440     | 239         | 6,707       | 9.86        | 120,984     |            |
| 2020/04/13 | 310      | 70       | 122      | 9          | 511    | 34,539 | 271      | 4,765    | 1,226      | 5,536      | 242        | 11,682     | 161         | 6,868       | 10.50       | 125,852     |            |
| 2020/04/14 | 703      | 162      | 558      | 18         | 1,441  | 35,980 | 262      | 5,027    | 1,204      | 5,515      | 250        | 11,932     | 239         | 7,107       | 25.55       | 131,491     |            |
| 2020/04/15 | 638      | 110      | 528      | 5          | 1,281  | 37,261 | 266      | 5,293    | 1,182      | 5,309      | 310        | 12,242     | 455         | 7,562       | 17.00       | 139,025     |            |
| 2020/04/16 | 548      | 86       | 216      | 12         | 862    | 38,123 | 239      | 5,532    | 1,140      | 5,161      | 320        | 12,562     | 399         | 7,961       | 11.42       | 146,575     |            |
| 2020/04/17 | 236      | 34       | 97       | 4          | 371    | 38,494 | 123      | 5,655    | 1,119      | 5,069      | 303        | 12,865     | 387         | 8,348       | 5.30        | 153,575     | [ a ]      |
| 2020/04/18 |          | 1        | 1        |            | 2      | 38,496 | 28       | 5,683    | 1,081      | 4,871      | 265        | 13,130     | 409         | 8,757       | 0.99        | 153,778     | [ a ]      |
| |          |          |          |            |        |        |          |          |            |            |            |            |             |             |             |             |            |
| Всего | 22,386   | 3,871    | 11,680   | 559        | N/A    | 38,496 | N/A      | 5,683    | N/A        | N/A        | N/A        | 13,130     | N/A         | 8,757       | 25.47       | 153,778     | N/A        |
| | Фландрия | Брюссель | Валлония | Неизвестно | Новые  | Всего  | Новые    | Всего    | ОРИТ       | Всего      | Новые      | Всего      | Новые       | Всего       | % пол.      | Всего       | Примечание |
| Случаи | Случаи   | Брюссель | Валлония | Неизвестно | Смерти | Смерти | Активные | Активные | Госп. пст. | Госп. пст. | Госп. впс. | Госп. впс. | Тестированы | Тестированы |             |             | Примечание |
| Ремарки: - Из-за использования дат вступления в силу, а также из-за некоторой задержки в отчётности все цифры подлежат ретроспективному обновлению. - Даты следует понимать следующим образом: - случаи: дата постановки диагноза (или когда нет данных, дата сообщения); - смерти: дата смерти; - тестированы: дата лабораторного диагноза (или когда нет данных, дата отбора проб). - Цифры о госпитализации получены с 15 марта, дата, с которой >99 % больниц были уведомлены. - Источник: Данные предоставлены Sciensano, состоянием на 2020/04/18. |          |          |          |            |        |        |          |          |            |            |            |            |             |             |             |             |            |

### Графики
Всего случаев в Бельгии

(Данные за последние два дня все еще должны быть собраны Sciensano.)
Новые подтвержденные случаи в день в Бельгии

(Данные за последние два дня все еще должны быть собраны Sciensano.)
Смена госпитализаций в день в Бельгии
Активные случаи в больнице в день (вкл. ОРИТ)
Новые смерти в день в Бельгии

(Данные за последние два дня все еще должны быть собраны Sciensano.)
Подтвержденные новые случаи в день по регионам

(Данные за последние два дня все еще должны быть собраны Sciensano.)

## Сноски
1. ↑  David Cyranoski. Mystery deepens over animal source of coronavirus (англ.) // Nature. — 2020. — 26 February (vol. 579, no. 7797). — P. 18—19. — doi:10.1038/d41586-020-00548-w. — Bibcode: 2020Natur.579...18C. — PMID 32127703.
2. 1 2 3  Coronavirus COVID-19 (нидерл.). info-coronavirus.be. Дата обращения: 27 марта 2020. Архивировано 19 марта 2020 года.
3. ↑  One repatriated Belgian has tested positive for the novel coronavirus (англ.). Federal Public Service (FPS) Health, Food Chain Safety and Environment (4 февраля 2020). Дата обращения: 4 февраля 2020. Архивировано 6 апреля 2020 года.
4. ↑  COVID-19 Belgian leaves hospital (англ.). VRT NWS (16 февраля 2020). Дата обращения: 16 февраля 2020. Архивировано 12 мая 2020 года.
5. ↑  Prof. dr. Erika Vlieghe (UZA), VRT Journaal Архивировано 23 марта 2020 года. 12 March 2020.
6. ↑  COVID-19 –BULLETIN EPIDEMIOLOGIQUE DU 17 AVRIL 2020. epidemio.wiv-isp.be (17 апреля 2020). Дата обращения: 19 апреля 2020. Архивировано 16 апреля 2020 года.
7. ↑  Qiu, Jane. Covert coronavirus infections could be seeding new outbreaks (англ.). Nature. Nature (20 марта 2020). Дата обращения: 5 апреля 2020. Архивировано 23 марта 2020 года.
8. ↑  Elsevier. Novel Coronavirus Information Center. Elsevier Connect. Дата обращения: 15 марта 2020. Архивировано 30 января 2020 года.
9. ↑  Reynolds, Matt (4 марта 2020). What is coronavirus and how close is it to becoming a pandemic?. Wired UK. ISSN 1357-0978. Архивировано 5 марта 2020. Дата обращения: 19 апреля 2020.
10. 1 2  Crunching the numbers for coronavirus. Imperial News. Дата обращения: 15 марта 2020. Архивировано 19 марта 2020 года.
11. ↑  High consequence infectious diseases (HCID); Guidance and information about high consequence infectious diseases and their management in England (англ.). GOV.UK. Дата обращения: 17 марта 2020. Архивировано 3 марта 2020 года.
12. ↑  World Federation Of Societies of Anaesthesiologists – Coronavirus. www.wfsahq.org. Дата обращения: 15 марта 2020. Архивировано 12 марта 2020 года.
13. ↑  Nine Belgians safely repatriated from Wuhan in China. info-coronavirus.be (2 февраля 2020). Дата обращения: 4 апреля 2020. Архивировано 7 апреля 2020 года.
14. ↑  Gabriela Galindo. Belgians evacuated from China amid coronavirus outbreak arrived in Brussels. The Brussel Times (3 февраля 2020). Дата обращения: 5 февраля 2020. Архивировано 4 февраля 2020 года.
15. ↑  Nine Belgians safely repatriated from Wuhan in China. info-coronavirus.be (4 февраля 2020). Дата обращения: 4 апреля 2020. Архивировано 6 апреля 2020 года.
16. ↑  First case of coronavirus confirmed in Belgium. The Brussels Times (4 февраля 2020). Дата обращения: 2 марта 2020. Архивировано 3 марта 2020 года.
17. ↑  Belgische passagiers Westerdam geland in Nederland, hen wacht isolatie (нид.). Het Laatste Nieuws. 21 февраля 2020. Архивировано 22 февраля 2020. Дата обращения: 19 апреля 2020.
18. ↑  Laura Perez Maestro; Niamh Kennedy; Amy Woodyatt. Tenerife hotel on partial lockdown as Italian tests positive for coronavirus. CNN. Архивировано 26 февраля 2020. Дата обращения: 19 апреля 2020.
19. ↑  Ongerustheid bij Belgen in quarantaine in hotel Tenerife: "Het is hier 'tirez votre plan', er is veel onduidelijk" (нид.). VRT. 29 февраля 2020. Архивировано 1 марта 2020. Дата обращения: 19 апреля 2020.
20. ↑  Belgen uit 'coronahotel' op Tenerife worden niet meer getest bij aankomst in ons land (нид.). Het Nieuwsblad. 5 марта 2020. Архивировано 6 марта 2020. Дата обращения: 19 апреля 2020.
21. ↑  New coronavirus infection reported in Antwerp. The Brussels Times[англ.]. 1 марта 2020. Архивировано 3 марта 2020. Дата обращения: 19 апреля 2020.
22. ↑  Returns from Italy push COVID-19 tally higher. VRTnws. 2 марта 2020. Архивировано 2 марта 2020. Дата обращения: 19 апреля 2020.
23. ↑  Zes nieuwe besmettingen met het coronavirus in België (нид.). VRTnws. 3 марта 2020. Архивировано 3 марта 2020. Дата обращения: 19 апреля 2020.
24. ↑  Man uit Sint-Niklaas heeft geen idee hoe hij coronavirus opliep: "Op reis liep ik zelfs vaak met sjaal rond mijn mond" (нид.). Het Laatste Nieuws. 3 марта 2020. Архивировано 5 марта 2020. Дата обращения: 19 апреля 2020.
25. ↑  Vijftiende geval van coronavirus in ons land bevestigd – Spanje meldt eerste dode (нид.). Het Laatste Nieuws. 3 марта 2020. Архивировано 5 марта 2020. Дата обращения: 19 апреля 2020.
26. ↑  Dit weten we over de tien nieuwe coronabesmettingen in ons land (нид.). Het Laatste Nieuws. 4 марта 2020. Архивировано 5 марта 2020. Дата обращения: 19 апреля 2020.
27. ↑  Vijftiende Belgische coronapatiënt met longontsteking overgebracht naar referentieziekenhuis (нидерл.). De Standaard (3 марта 2020). Дата обращения: 3 марта 2020. Архивировано 5 марта 2020 года.
28. ↑  Coronapatiënt Eupen zadelt zorgverleners op met quarantaine (нидерл.). MEDI-SFEER (3 марта 2020). Дата обращения: 5 марта 2020. Архивировано 23 марта 2020 года.
29. ↑  Expert Volksgezondheid tempert paniek: "Worstcasescenario vergelijkbaar met zware seizoensgriep" (нидерл.). Het Laatste Nieuws (3 марта 2020). Дата обращения: 15 марта 2020. Архивировано 13 марта 2020 года.
30. ↑  Virus stoppen niet meer aan de orde (нидерл.). De Standaard (16 марта 2020). Дата обращения: 16 марта 2020. Архивировано 17 марта 2020 года.
31. ↑  10 nieuwe gevallen van coronavirus in ons land, in totaal nu 23 patiënten (нид.). VRTnws. 4 марта 2020. Архивировано 5 марта 2020. Дата обращения: 19 апреля 2020.
32. ↑  Coronavirus duikt op in drie Leuvense scholen (нидерл.). www.robtv.be (4 марта 2020). Дата обращения: 5 марта 2020. Архивировано 23 марта 2020 года.
33. ↑  Leerling Kindsheid Jesu in Hasselt test positief op corona: "Ze is na de vakantie niet in school geweest" (нидерл.). VRT (4 марта 2020). Дата обращения: 5 марта 2020. Архивировано 5 марта 2020 года.
34. ↑  Lerares van college uit Pelt is besmet met coronavirus (нидерл.). TV Limburg (4 марта 2020). Дата обращения: 5 марта 2020. Архивировано 5 марта 2020 года.
35. ↑  Lid 'coronafamilie' Wevelgem: "Niemand van ons is écht ziek" (нидерл.). De Krant van West-Vlaanderen (4 марта 2020). Дата обращения: 5 марта 2020. Архивировано 23 марта 2020 года.
36. ↑  Gezin van zeven en leerkracht in Wevelgem besmet met corona (нидерл.). De Standaard (5 марта 2020). Дата обращения: 5 марта 2020. Архивировано 6 марта 2020 года.
37. ↑  Woonzorgcentrum in Gooik in lockdown nadat medewerker in onrechtstreeks contact kwam met corona (нидерл.). Het Nieuwsblad[англ.] (4 марта 2020). Дата обращения: 14 марта 2020. Архивировано 3 апреля 2020 года.
38. ↑  Geen bezoek in woonzorgcentrum in Gooik uit schrik voor coronavirus, Zorg en Gezondheid: "Te extreme maatregel" (нидерл.). VRT (5 марта 2020). Дата обращения: 15 марта 2020. Архивировано 7 марта 2020 года.
39. 1 2 3 4  Gerardo Fortuna (4 марта 2020). First confirmed case of COVID-19 in the EU institutions. Euractiv.com. Архивировано 5 марта 2020. Дата обращения: 19 апреля 2020.
40. ↑  EURACTIV. First case of #coronavirus in the EU institutions: the European Defence Agency has cancelled all meetings until 13 March after a senior official tested positive for #COVID_19, according to an internal mail seen by EURACTIV. [твит]. Твиттер (4 марта 2020).
41. ↑  27 nieuwe corona-patiënten in ons land, vanavond komen Belgen naar huis die in quarantaine zaten op Tenerife (нид.). VRTnws. 5 марта 2020. Архивировано 6 марта 2020. Дата обращения: 19 апреля 2020.
42. ↑  Gert Segers (5 марта 2020). Federale regering keurt vrijdag maatregelen (нид.). Knack. Архивировано 27 мая 2021. Дата обращения: 19 апреля 2020.
43. ↑  27 nieuwe coronabesmettingen in België, totaal staat op 50: dit weten we (нид.). Het Laatste Nieuws. 5 марта 2020. Архивировано 6 марта 2020. Дата обращения: 19 апреля 2020.
44. ↑  Dit weten we over de 59 nieuwe coronabesmettingen in België (нид.). Het Laatste Nieuws. 6 марта 2020. Архивировано 7 марта 2020. Дата обращения: 19 апреля 2020.
45. ↑  Dit weten we over de 60 nieuwe coronabesmettingen in België Архивировано 8 марта 2020 года.. hln.be (7 March 2020)
46. ↑  Alan Hope (7 марта 2020). Coronavirus: 169 confirmed cases in Belgium (англ.). The Brussels Times. Архивировано 8 марта 2020. Дата обращения: 19 апреля 2020.
47. ↑  31 new Covid-19 coronavirus infections Архивировано 13 марта 2020 года.. info-coronavirus.be (8 March 2020)
48. ↑  28 nouvelles infections au coronavirus Covid-19 Архивировано 11 марта 2020 года.. info-coronavirus.be (10 March 2020)
49. ↑  Coronavirus: deux nouveaux décès en Belgique Архивировано 12 марта 2020 года.. Le Soir (11 March 2020)
50. ↑  90-jarige is eerste dode door nieuw coronavirus in België (нид.). De Standaard. 11 марта 2020. Архивировано 12 марта 2020. Дата обращения: 19 апреля 2020.
51. ↑  Twee nieuwe overlijdens door Covid-19 Архивировано 12 марта 2020 года.. info-coronavirus.be (11 March 2020)
52. ↑  Yasmina El Messaoudi (12 марта 2020). Al zeker 2 bewoners van rusthuis Watermaal-Bosvoorde testen positief op nieuw coronavirus, in totaal 34 besmettingen gevreesd (нид.). VRT. Архивировано 23 марта 2020. Дата обращения: 19 апреля 2020.
53. ↑  Coronavirus – BILAN BELGE: 2 cas positifs et 32 autres suspects dans une maison de repos bruxelloise (фр.). RTL. 12 марта 2020. Архивировано 23 марта 2020. Дата обращения: 19 апреля 2020.
54. ↑  All 'non-critical' Commission staff to work remotely, von der Leyen says (англ.). Politico.eu. 12 марта 2020. Архивировано 24 марта 2020. Дата обращения: 19 апреля 2020.
55. ↑  coronavirus 133 nouveaux cas en Belgique un quatrième déces (фр.). Le soir (14 марта 2020). Дата обращения: 14 марта 2020. Архивировано 15 марта 2020 года.
56. ↑  Meer dan de helft van coronapatiënten in Ziekenhuis Oost-Limburg in Genk is van Turkse origine (нид.). Het Laatste Nieuws. 21 марта 2020. Архивировано 22 марта 2020. Дата обращения: 19 апреля 2020.
57. ↑  TVL Nieuws, 26 maart 2020 (нид.). TV Limburg. 26 марта 2020. Архивировано 28 марта 2020. Дата обращения: 19 апреля 2020.
58. ↑  Burgemeester van Sint-Truiden Veerle Heeren ook getroffen door corona: "Mijn man ligt op intensieve zorg" (нид.). VRT. 24 марта 2020. Архивировано 25 марта 2020. Дата обращения: 19 апреля 2020.
59. ↑  Imeldaziekenhuis op derde plaats qua aantal coronapatiënten (нид.). De Standaard. 23 марта 2020. Архивировано 28 марта 2020. Дата обращения: 19 апреля 2020.
60. ↑  État de santé préoccupant pour quatre pensionnaires polyhandicapés d'un centre à Honnelles (фр.). 7sur7. 16 марта 2020. Архивировано 17 марта 2020. Дата обращения: 19 апреля 2020.
61. ↑  Coronavirus: la carte de l'évolution des contaminations en Belgique (région par région) (фр.). Le Soir. 27 марта 2020. Архивировано 28 марта 2020. Дата обращения: 19 апреля 2020.
62. ↑  COVID-19 death toll rises to 289 (англ.). VRT. 27 марта 2020. Архивировано 27 марта 2020. Дата обращения: 19 апреля 2020.
63. ↑  Covid-19: almost 800 in intensive care now, 64 deaths in the past 24 hours (англ.). VRT. 28 марта 2020. Архивировано 28 марта 2020. Дата обращения: 19 апреля 2020.
64. ↑  Zo'n 20.000 Belgen zitten nog vast in buitenland door coronacrisis: 3 Vlamingen vertellen hun verhaal (нид.). VRT. 29 марта 2020. Архивировано 31 марта 2020. Дата обращения: 19 апреля 2020.
65. ↑  536 bijkomende opnames in ziekenhuis, 'Kracht van epidemie neemt duidelijk af' (нид.). De Standaard. 30 марта 2020. Архивировано 31 марта 2020. Дата обращения: 19 апреля 2020.
66. ↑  'Chinese' krachttoer levert intensieve zorg al 40 procent extra bedden op (нид.). De Standaard. 23 марта 2020. Архивировано 24 марта 2020. Дата обращения: 19 апреля 2020.
67. ↑  Liveblog - Coronavirus eist meer dan 10.000 levens in Italië, 64 nieuwe overlijdens in ons land (нид.). VRT. 28 марта 2020. Архивировано 28 марта 2020. Дата обращения: 19 апреля 2020.
68. ↑  Van Italiaans pad af, maar nog niet op Scandinavisch (нид.). De Standaard. 31 марта 2020. Архивировано 1 апреля 2020. Дата обращения: 19 апреля 2020.
69. ↑  Hoe bemoedigend zijn de nieuwe cijfers echt? (нид.). De Standaard. 3 апреля 2020. Архивировано 27 мая 2021. Дата обращения: 19 апреля 2020.
70. ↑  Ik zal onze vriendschap altijd koesteren (нид.). De Standaard. 4 апреля 2020. Архивировано 9 апреля 2020. Дата обращения: 19 апреля 2020.
71. ↑  Zij moeten ons uit het isolement halen (нид.). De Standaard. 7 апреля 2020. Архивировано 7 апреля 2020. Дата обращения: 19 апреля 2020.
72. ↑  Coronavirus : pourquoi le nombre de cas détectés en Belgique ne représente pas grand-chose (фр.). lalibre.be (10 марта 2020). Архивировано 28 марта 2020 года.
73. ↑  Marc Van Ranst: "Werkelijk aantal besmettingen ligt waarschijnlijk tien keer hoger" (нидерл.). hln.be (9 марта 2020). Архивировано 28 марта 2020 года.
74. ↑  Coronavirus en Belgique : combien y a-t-il de patients guéris ? (фр.). RTBF. 23 марта 2020. Архивировано 24 марта 2020. Дата обращения: 19 апреля 2020.
75. ↑  Le nombre de personnes guéries, l'autre chiffre sous-estimé (фр.). Moustique. 24 марта 2020. Архивировано 27 мая 2021. Дата обращения: 19 апреля 2020.
76. ↑  Covid-19 : combien y a-t-il de personnes guéries en France ? (фр.). Libération. 26 марта 2020. Архивировано 27 марта 2020. Дата обращения: 19 апреля 2020.
77. ↑  Le Belge contaminé par le coronavirus peut quitter l'hôpital Saint-Pierre (фр.). RTBF. 15 февраля 2020. Архивировано 16 февраля 2020. Дата обращения: 19 апреля 2020.
78. 1 2  COVID-19 - Epidemiologische situatie (нидерл.). Sciensano (6 апреля 2020). Дата обращения: 19 апреля 2020. Архивировано 16 марта 2020 года.
79. ↑  Virologen aangeslagen door dood van 12-jarig meisje (нид.). Nieuwsblad. 31 марта 2020. Архивировано 1 апреля 2020. Дата обращения: 19 апреля 2020.
80. ↑  Belgian girl becomes Europe's youngest coronavirus victim: media. Reuters. 31 марта 2020. Архивировано 31 марта 2020. Дата обращения: 19 апреля 2020.
81. ↑  Coronavirus: 1,850 new cases confirmed, 64 new deaths in Belgium. The Brussels Times. 28 марта 2020. Архивировано 29 марта 2020. Дата обращения: 19 апреля 2020.
82. ↑  Coronavirus: Why death and mortality rates differ (англ.). BBC. 2 апреля 2020. Архивировано 2 апреля 2020. Дата обращения: 19 апреля 2020.
83. ↑  Counting coronavirus: How are different countries calculating death tolls, and can you trust them? (англ.). The Telegraph. 31 марта 2020. Архивировано 9 апреля 2020. Дата обращения: 19 апреля 2020.
84. ↑  L'évolution de la propagation du virus en Belgique: le lourd bilan humain des maisons de repos (фр.). Le Soir. 10 апреля 2020. Архивировано 10 апреля 2020. Дата обращения: 19 апреля 2020.
85. ↑  Situation update for the EU/EEA and the UK. www.ecdc.europa.eu (13 марта 2020). Дата обращения: 15 марта 2020. Архивировано 4 марта 2020 года.
86. ↑  COVID-19 - Epidemiological data page for COVID-19 (англ.). Sciensano (19 апреля 2020). Дата обращения: 19 апреля 2020. Архивировано 4 апреля 2020 года.

## Внешние ссылки
- www.info-coronavirus.be, information website from the Belgian government
- New Coronavirus (Disease: COVID-19, Virus: SARS-CoV-2), epidemiological updates in Belgium - Sciensano
- EPISTAT- Infectious Diseases Data Explorations & Visualizations, raw data of the pandemic in Belgium  - Sciensano